# Indika
Indika — приключенческая компьютерная игра от третьего лица, разработанная студией Odd Meter и выпущенная под издательством 11 bit studios. Релиз состоялся 2 мая 2024 года для Windows.
Действия игры завязаны вокруг православной религии, а сами события разворачиваются в альтернативной России конца XIX века. Главная героиня по имени Индика, душевнобольная молодая монахиня, слышащая голос дьявола, отправляется в путешествие из монастыря и встречает на своём пути тяжело больного беглого каторжника, который утверждает, что его направляет Бог.

## Сюжет
Сюжет игры происходит в альтернативной России конца XIX века. Главной героиней выступает молодая монахиня Индика, которая отправляется на поиски самой себя в компании дьявола. Её главной целью является выбраться в мир за пределами монастыря, где перед ней откроется картина, которая, по мнению разработчиков, представляет собой «смесь трагикомедии, сошедшей со страниц романов Достоевского и Булгакова».

## Разработка
Indika является вторым проектом студии Odd Metter, основанной в Москве. Сообщения о её разработке публиковались как минимум в 2021 году. Первым проектом студии был VR-симулятор лучника Sacralith, который вышел в 2017 году. В интервью, данном изданию UE4 Daily, продюсером проекта была названа Гаухар Алдиярова, а руководителем студии — Дмитрий Светлов. В этом интервью Светлов утверждал, что для инди-студии предпочтительно сосредоточиться на игровых идеях и механиках, используя готовые ассеты, купленные в сторах. Позднее, однако, он, также, заявлял, что все локации игры созданы с нуля, не прибегая к повторному использованию игровых ассетов.
В 2023 году Светлов, в то время уже выехавший за границу, договорился об издании игры с польской компанией 11 Bit Studios. Официальный анонс в виде публикации рекламного видео игры состоялся 18 октября 2023. В самом видеоролике Светлов на английском языке сделал ряд политических заявлений, заявив о своём неприятии действий России на Украине и необходимости противостоять политическому инфантилизму россиян, вытекающему, по мнению Светлова, из православной культуры. Также Светлов рассказал, что он перевозил «всю свою студию звукозаписи на грузовике». В дальнейшем, в интервью, Светлов заявил, что запись этого политического видео была важным для польского издателя, но он сделал её по собственному желанию, и расстроен, что не в более жестких выражениях[значимость факта?].
5 февраля 2024 года стала доступна демо-версия.
На Future Games Show: Spring Showcase 2024, которая прошла в ночь с 21 на 22 марта, была объявлена дата выхода.
Разработчики говорят, что их проект может наглядно демонстрировать, как «религия вступает в противоборство с жестокой реальностью», они уделяли основное внимание эстетике, а также «не боялись переступать тонкую грань этических норм».

Религия кажется основным элементом сюжета, но для меня она никогда не была первичной темой. История Индики могла быть рассказана и в другом сеттинге. Религия в сюжете — дистиллированный символ системы ценностей в общем. Системы ценностей, которая не позволяет нам принять себя во всей полноте наших человеческих проявлений, толкает нас на постоянное самоистязание. (Дм. Светлов)

## Отзывы критиков
| Сводный рейтинг       | Сводный рейтинг |
| Агрегатор             | Оценка          |
| --------------------- | --------------- |
| Metacritic            | 79/100          |
| OpenCritic            | 77/100          |
| «Критиканство»        | 73/100          |
| Иноязычные издания    |                 |
| Издание               | Оценка          |
| Edge                  | 7/10            |
| GameSpot              | 8/10            |
| PC Gamer (US)         | 79/100          |
| Shacknews             | 9/10            |
| VG247                 | [ 18 ]          |
| Русскоязычные издания |                 |
| Издание               | Оценка          |
| 3DNews                | 7,5/10          |
| GameMAG.ru            | 5/10            |
| StopGame.ru           | «Похвально»     |
| «НИМ»                 | 8,1/10          |

Согласно Metacritic, игра получила «в основном положительные» отзывы от критиков. По данным OpenCritic, её рекомендуют 73 % рецензентов. 24 мая издатель 11 Bit Studios сообщила, что продажи игры оправдали ожидании издателя.
В своём обзоре критики iXBT назвали игру претенциозной «пустышкой» с намёком на глубину.
Также Indika критиковали за фактически отсутствующую игровую систему (набор очков веры идёт сам ради себя, не влияя на прохождение игры), отсутствие логики в сюжете, избыточно длинные вставки катсцен, характеризовали как скучный симулятор ходьбы. В то же время большинство критиков отмечало качественно сделанную графику и вставные мини-игры.
Сам Светлов в своём интервью отмечал, что сознательно, вопреки мнению издателя, затянул начальные квесты, сделав их скучными и скомкал финал игры, оставив его открытым и непонятным, разочаровывающим игрока.
По утверждению ряда православных критиков и общественников, игра создана в сознательно антиправославном и русофобском виде, оскорбляет чувства верующих и нарушает законодательство РФ.
Indika стала номинантом на «лучшую инди игру» Golden Joystick Awards 2024.
Indika стала номинантом в категории «Наибольшее социальное влияние» на The Game Awards 2024.

## Продажи
По утверждению Светлова, «продажи Indika идут хуже ожидаемого, но приемлемо». 12 июля 2024 года издатель игры 11 Bit Studios заявил, что они пожертвовали 50 000 долларов от продажи игры на гуманитарную помощь Украине в фонд Liberty Ukraine Foundation.